# Svante Öberg
Carl Svante Öberg, född 1946, är en svensk ekonom och ämbetsman. 
Öberg anställdes på Finansdepartementet 1974, blev departementsråd 1982, finansråd och chef för ekonomiska avdelningen 1989 och statssekreterare 1990-1991. Efter den borgerliga valsegern blev han ekonom i den socialdemokratiska riksdagsgruppen och senare rådgivare till Internationella valutafonden. Efter socialdemokraternas valseger 1994 utnämndes Öberg åter till statssekreterare på Finansdepartementet. Han var generaldirektör på Konjunkturinstitutet 1997-1999 och på Statistiska centralbyrån 1999-2005. 
Öberg utnämndes till vice riksbankschef 2006 och förste vice riksbankschef 2008. Han representerade Riksbanken i EU:s ekonomiska och finansiella kommitté och i Europeiska centralbankens internationella kommitté.
Öberg har en filosofie kandidat-examen i nationalekonomi från Stockholms universitet.